# Parsonsfield
Parsonsfield és una població dels Estats Units a l'estat de Maine (EUA). Segons el cens del 2000 tenia 1.584 habitants.

## Fills il·lustres
- Luther Orlando Emerson (1820-1915) organista i musicòleg.

## Demografia
Segons el cens del 2000, Parsonsfield tenia 1.584 habitants, 634 habitatges, i 438 famílies. La densitat de població era de 10,4 habitants/km².
Dels 634 habitatges en un 30,6% hi vivien nens de menys de 18 anys, en un 54,7% hi vivien parelles casades, en un 9,3% dones solteres, i en un 30,8% no eren unitats familiars. En el 24,3% dels habitatges hi vivien persones soles el 10,6% de les quals corresponia a persones de 65 anys o més que vivien soles. El nombre mitjà de persones vivint en cada habitatge era de 2,48 i el nombre mitjà de persones que vivien en cada família era de 2,89.
Per edats la població es repartia de la següent manera: un 25,4% tenia menys de 18 anys, un 5,8% entre 18 i 24, un 28,2% entre 25 i 44, un 25,3% de 45 a 60 i un 15,3% 65 anys o més.
L'edat mediana era de 39 anys. Per cada 100 dones de 18 o més anys hi havia 96,8 homes.
La renda mediana per habitatge era de 32.214 $ i la renda mediana per família de 36.016 $. Els homes tenien una renda mediana de 30.815 $ mentre que les dones 20.917 $. La renda per capita de la població era de 16.968 $. Entorn del 10,5% de les famílies i el 12,1% de la població estaven per davall del llindar de pobresa.